# Intercity Direct
Az Intercity Direct egy nagysebességű vasúti személyszállító szolgáltatás Hollandiában Amszterdam és Breda között, érintve a Amszterdam-Schiphol repülőteret. A járatokat az Nederlandse Spoorwegen üzemelteti.

## Útvonal
Az Intercity Direct az alábbi útvonalon közlekedik:
- 900 - Intercity direct: 	Amsterdam Centraal – Schiphol Airport – Rotterdam Centraal – Breda
- 1000 - Intercity direct: 	Amsterdam Centraal – Schiphol Airport – Rotterdam Centraal
- 9200 IC 35 - Intercity direct (NS International): Amsterdam Centraal – Schiphol Airport – Rotterdam Centraal – Breda – Antwerpen-Centraal – Mechelen – Bruxelles-Central – Brussel-Zuid/Midi

## Története
Az Intercity Direct vonatközlekedés a HSL-Zuid vonalat használja, amely 2009. szeptember 7-én készült el. 2009. szeptember 7-én indult egy óránkénti belföldi járat Amszterdam és Rotterdam között, amelyet az NS Hispeed üzemeltető Fyra néven üzemeltet, és amely Bombardier TRAXX-mozdonyokat és ICR-kocsikat használ. A szolgáltatás kezdetben óránként és csak hétköznapokon közlekedett. A szolgáltatást 2010. április 12-én szombati és vasárnapi napokra is kiterjesztették. Október 4-től a járatsűrűséget megkétszerezték, a járatok félóránként közlekednek. A szolgáltatást 2011. április 3-án kiterjesztették Bredáig.
Az AnsaldoBreda V250-es gördülőállományával 2012. december 9-én indult el az Amszterdam és Brüsszel között Fyra néven is ismert nemzetközi járat. 2013. január 17-től ezt a szolgáltatást le kellett állítani a nagy sebességű jég és hó okozta futóműsérülések miatt. 2013 júniusától a nemzetközi Fyra-járatokat a holland és a belga vasút végleg felfüggesztette.
A Fyra márkanév vélt rossz hírneve miatt a belföldi szolgáltatás 2013 decemberétől átneveződött Intercity Directre.
2023 áprilisától ICNG (Intercity New Generation) egységek váltják fel a mozdonyvontatású járatokat. Az ICNG vonatok akár 200 km/h sebességgel is képesek közlekedni.

## Járművek
| Sorozat      | Kép | Típus               | Legnagyobb sebesség | Legnagyobb sebesség | Darabszám                         | Útvonal | Gyártás éve                                                                    |
| Sorozat      | Kép | Típus               | mp/h                | km/h                | Darabszám                         | Útvonal | Gyártás éve                                                                    |
| ------------ | --- | ------------------- | ------------------- | ------------------- | --------------------------------- | --- | ------------------------------------------------------------------------------ |

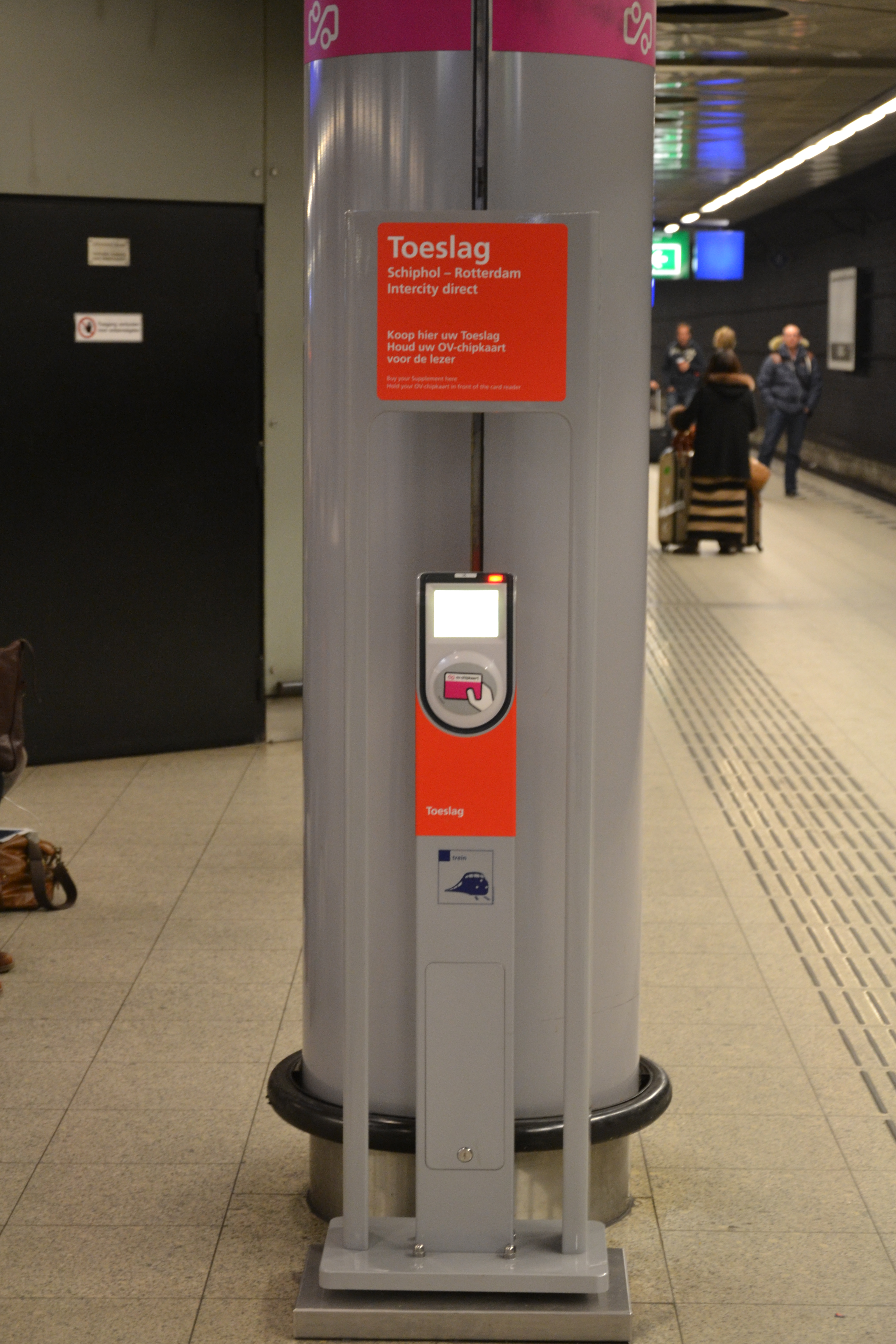
OV-Chipcard kártyaolvasó, ahol fizetni lehet az Intercity Direct vonatra

| NS 186 Traxx |     | villamos mozdony    | 100                 | 160                 | NS 65 mozdony NMBS 12 mozdony     | Amsterdam - Schiphol - Rotterdam - Breda Amsterdam - Schiphol - Rotterdam Amsterdam - Brussels Den Haag - Rotterdam - Breda - Eindhoven | Lízingelt mozdonyok 2006-2008 NS saját mozdonyok (186 001 - 186 045) 2014-2016 |
| ICRm (Prio)  |     | személykocsi        | 100                 | 160                 | 38 szerelvény (7 vagy 9 vagonból) | Amsterdam - Schiphol - Rotterdam - Breda Amsterdam - Schiphol - Rotterdam Amsterdam - Brussels Den Haag - Rotterdam - Breda - Eindhoven | 1980-1988                                                                      |
| ICNG         |     | villamos motorvonat | 125                 | 200                 |                                   | Amsterdam - Schiphol - Rotterdam - Breda (eleinte)                                                                                      | 2016-napjainkig                                                                |

## Állomások
| Név                   | Közigazgatási egység | Vasútvonal | Szolgáltatások | Kép |
| --------------------- | -------------------- | --- | --- | --- |
| Amsterdam Centraal    | Amszterdam           | Amsterdam–Rotterdam-vasútvonal Nieuwediep–Amsterdam-vasútvonal Amsterdam–Arnhem-vasútvonal Amsterdam Centraal–Schiphol-vasútvonal Amsterdam–Zutphen-vasútvonal | Thalys Intercity-Express TGV Intercity direct Eurostar Sprinter ICE 78 Nightjet Intercity Berlijn Intercity European Sleeper          |     |
| Breda vasútállomás    | Breda                | Breda–Rotterdam-vasútvonal Breda–Eindhoven-vasútvonal Roosendaal–Breda-vasútvonal Brüsszel–Amszterdam-vasútvonal                                               | Intercity direct Sprinter Intercity                                                                                                   |     |
| Brussel-Centraal      | Brüsszel             | észak-dél kapcsolat | InterCity Intercity direct Line S10 Line S1 Line S2 Line S3 Line S6 Line S8                                                           |     |
| Déli pályaudvar       | Saint-Gilles         | észak-dél kapcsolat HSL 1 Line 124 (Infrabel) 28-as vasútvonal Linie 96 (Infrabel) line 50A (Infrabel)                                                         | TGV Intercity-Express Thalys Eurostar IZY Nightjet Intercity direct Line S10 Line S1 Line S2 Line S3 Line S6 Line S8 European Sleeper |     |
| Rotterdam Centraal    | Rotterdam            | Amsterdam–Rotterdam-vasútvonal Brüsszel–Amszterdam-vasútvonal Breda–Rotterdam-vasútvonal Utrecht–Rotterdam-vasútvonal                                          | Thalys Intercity direct Eurostar Sprinter Beneluxtrein Intercity European Sleeper                                                     |     |
| Schiphol vasútállomás | Haarlemmermeer       | Weesp–Leiden-vasútvonal Amsterdam Centraal–Schiphol-vasútvonal Brüsszel–Amszterdam-vasútvonal                                                                  | Thalys Intercity direct Sprinter Intercity European Sleeper                                                                           |     |